# Centrosema pubescens
Centrosema pubescens är en ärtväxtart som beskrevs av George Bentham. Centrosema pubescens ingår i släktet Centrosema och familjen ärtväxter. Inga underarter finns listade i Catalogue of Life.

## Bildgalleri

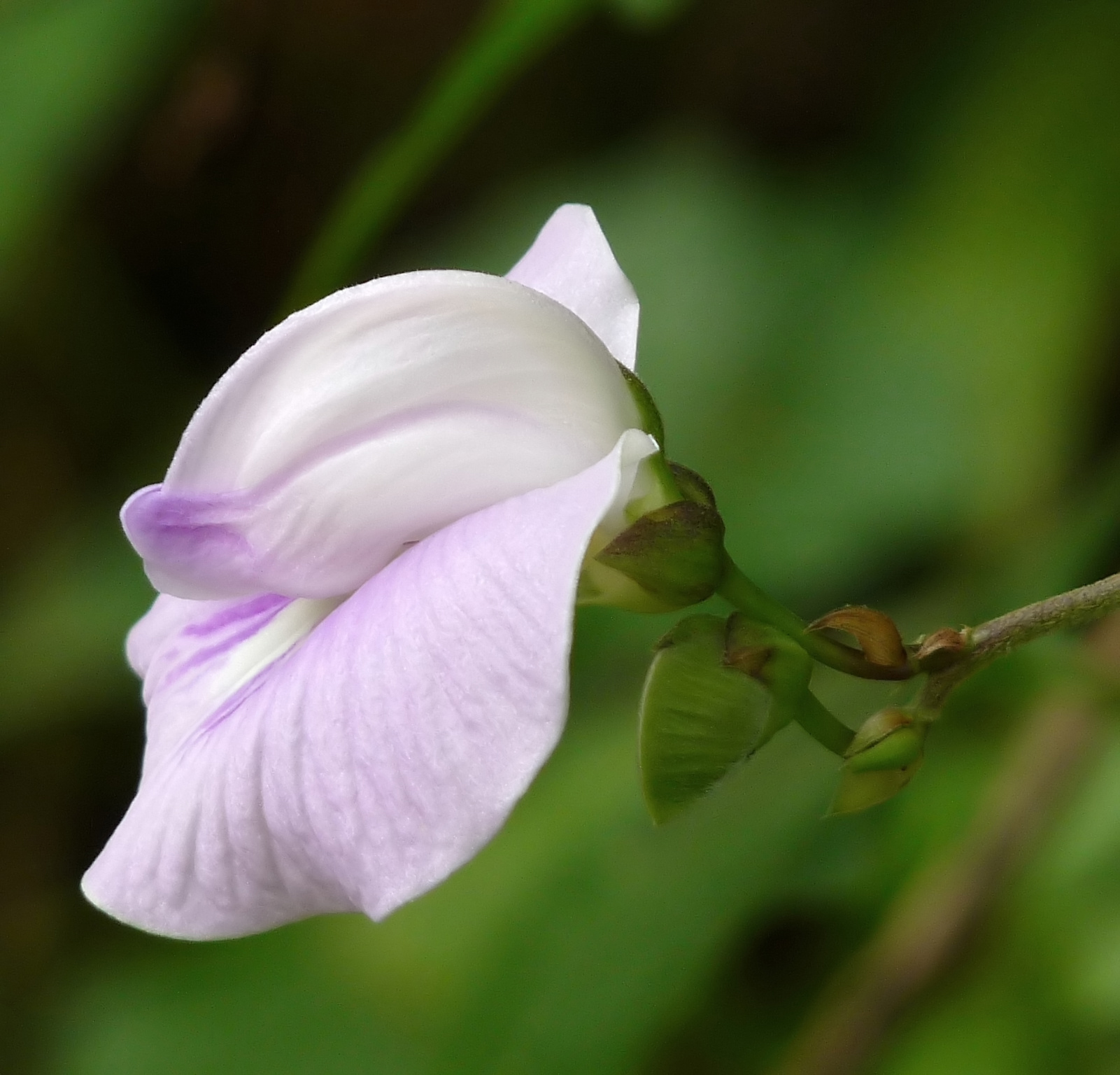
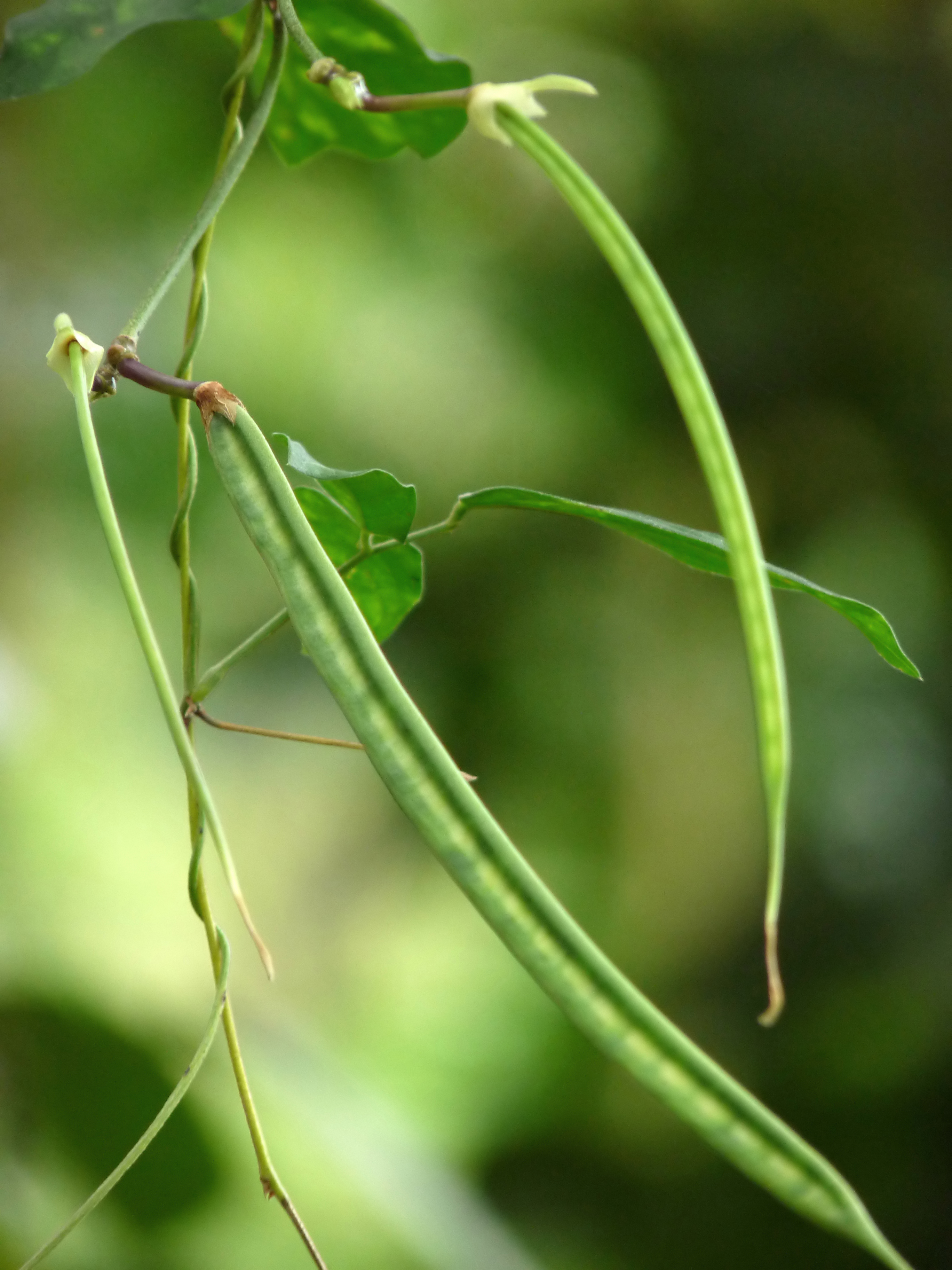
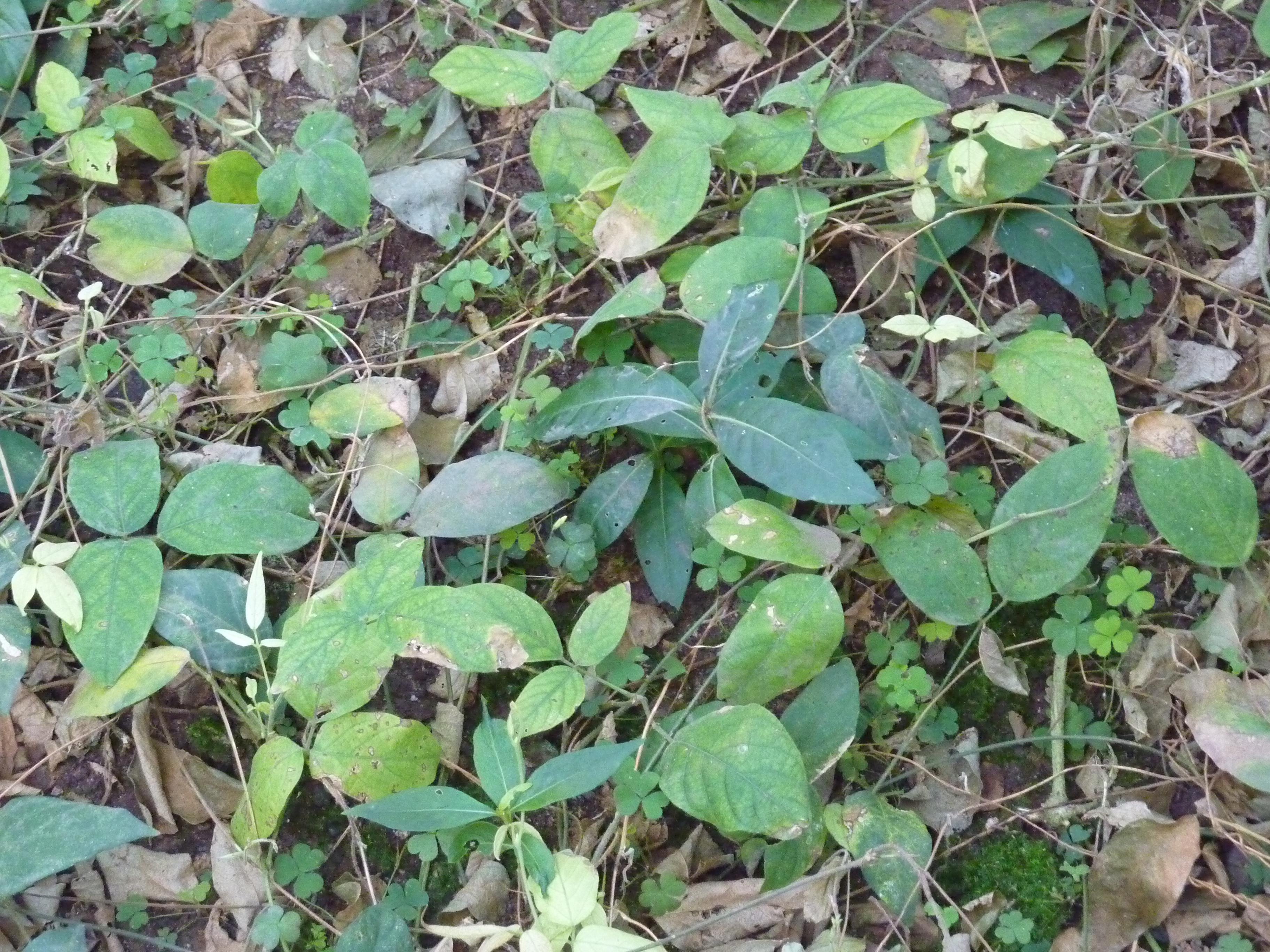
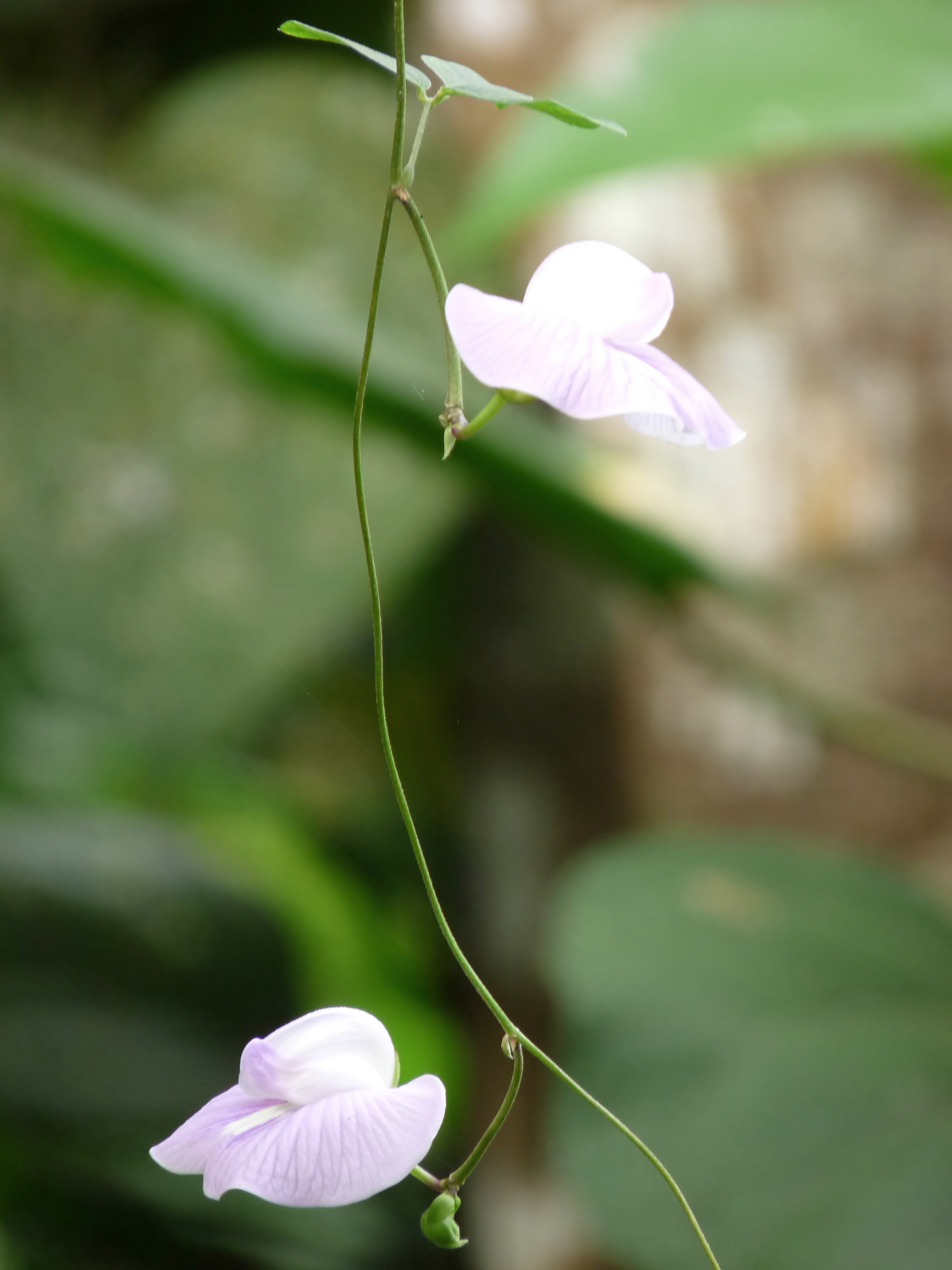
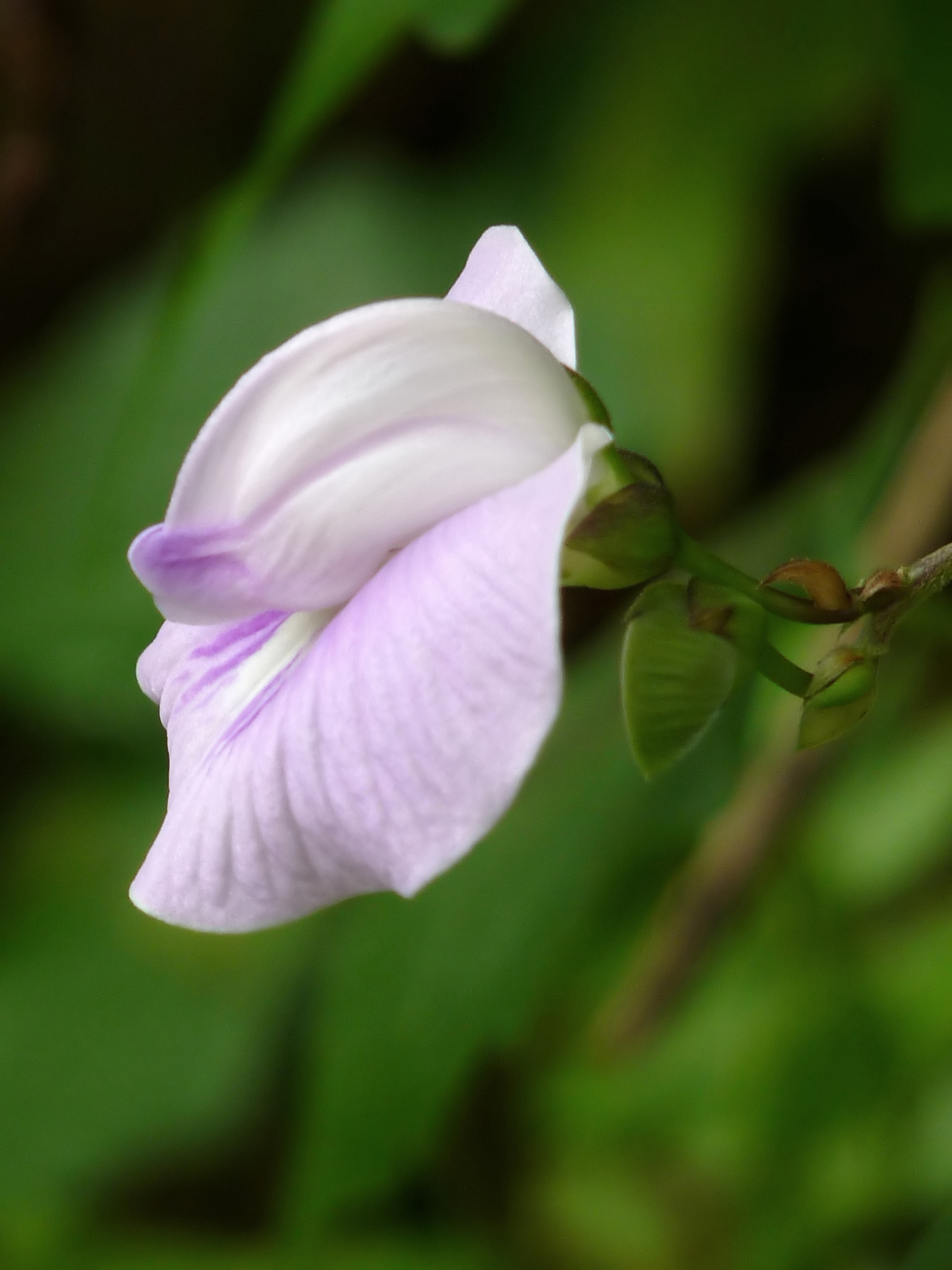